# 堀崎太郎
堀崎 太郎（ほりさき たろう、1967年3月28日 - ）は、東京都出身の俳優。演出.演技講師。
1990年劇団青年座研究所14期卒業。10年間俳優として活動。アティック・エージェンシーに所属していた。
2000年以降は俳優を廃業し、芸能プロダクションや専門学校等で演技講師として活動。さらにフリーディレクターとして洋画や海外アニメの吹き替えの演出などをしていた。引きこもりや不登校の若者を対象にした「演技と吹き替えの教室」を開講。
2019年12月、広島県尾道市に移住。地域に根ざした表現活動を展開し、俳優業も再開。尾道映画祭実行委員を兼任。

## 出演作品

### 映画
- ゴジラvsスペースゴジラ[4]（1994年） - 若月正人[2]
- のど自慢（1999年） - 徹子の入り婿
- そうだ！選挙にでよう！[5]（2017年）-号泣会見の議員
- SWANEE 野毛探偵事務所[6]（2021年）
- 津山遥かなり〜文太の花道〜[7]（2023年）-丸茂但
- いちばん逢いたいひと（2023年）-衛藤警部

### テレビ
- 七人の女弁護士 2（1991年）
- 信長 KING OF ZIPANGU（1992年）
- ホームワーク（1992年）
- 刑事貴族２（1992年）
- ドラマシティ92　危険なパーティー（1992年）
- 炎立つ（1993年）
- はやぶさ新八御用帳（1993年）
- OLたちのざけんなョ!!（1993年）
- 土曜ワイド劇場 同居人カップルの殺人推理旅行（1994年）
- 好きやねん（1995年）
- 3番テーブルの客（1996年）
- ふたり〜Wherever You Are〜（1997年）
- サンタが殺しにやって来た2（1997年）
- 走れ公務員!（1998年）
- 平成夫婦茶碗〜ドケチの花道〜（2000年）
- つぐない 婚約破棄（2001年）
- 女優・杏子（2001年）
- 新・愛の嵐（2002年）

### オリジナルビデオ
- 夜9時20分のワンピース／サウンドオブ中学教師（1998年）
- 痴漢白書10（1998年）
- コレクター 囚われの女（2000年）